# CETME Ameli
La mitrailleuse légère  espagnole CETME Ameli est conçu pour tirer du 5,56 mm OTAN. Son aspect est celui d'une MG42 en réduction. Son mécanisme est celui du CETME L/LC. Les deux armes sont produites pour l'Empresa Nacional Santa Barbara. Du fait du succès de la FN Minimi, elle n'est en service qu'en Espagne (depuis 1982) et au Mexique.

## Description
Bien que paraissant similaire à une MG42 en réduction, la mitrailleuse Ameli dispose d’un mécanisme très différent à recul différé et verrouillage par galets, semblable à celui du fusil d’assaut CETME L. La culasse est en deux parties, séparées par deux galets : un élément léger à l’avant et un autre plus lourd à l’arrière, ce dernier portant le percuteur et fermant la chambre. Lorsque l’utilisateur presse la queue de détente d’une arme en condition de tir, la culasse est relâchée vers l’avant et la partie avant chambre une cartouche sur son trajet. Sous l’effet de sa masse, la partie arrière de la culasse écarte les deux galets vers des logements prévus à cet effet, puis ils se remettent en position derrière elle. Dans le même temps la partie arrière de la culasse percute la cartouche, la mettant à feu : sous l’effet de la pression des gaz, la culasse est poussée en arrière, mais la résistance offerte par sa masse et les galets est suffisante pour retarder suffisamment ce mouvement le temps que la balle quitte le canon. Ce retour en arrière permet l’éjection de l’étui et de comprimer le ressort de renvoi pour le coup suivant.
Pour éviter que le canon se déforme sous l’effet de la chaleur, il doit être remplacé régulièrement lors du tir en continu. Le canon est maintenu en place par la poignée de transport, la manœuvre consiste donc à retirer celle-ci, puis à faire glisser le canon vers l’avant avant de le remplacer par le canon de rechange.
L’alimentation en munition se fait par bandes de cent ou deux cents cartouches, qui peuvent être stockées dans une boîte en plastique se fixant sur le côté gauche de l’arme. La mitrailleuse Ameli est équipée par défaut d’un bipied, mais peut également être montée sur un trépied pour disposer d’une plateforme de tir plus stable.

## Utilisateurs
- Malaisie: PASKAL[3]
- Mexique[4]
- Espagne[4]

### Caractéristiques techniques
| Modèle              | Ameli                               |
| ------------------- | ----------------------------------- |
| Longueur            | 970 mm                              |
| Masse à vide        | 6,35 kg                             |
| Fonctionnement      | recul retardé                       |
| Modes de tir        | Automatique                         |
| Longueur canon      | 400 mm                              |
| Rainurage du canon  | 6 rainures vers la droite           |
| Cartouche           | 5,56 × 45 mm OTAN                   |
| Alimentation        | Par bandes de 100 ou 200 cartouches |
| Cadence de tir      | 850 ou 1200 cps/min                 |
| Vitesse à la bouche | 875 m/s                             |